# Гутман, Шауль
Шауль Гутман (родился 9 сентября 1945) — израильский учёный и бывший политик.

## Биография
Родился в Беэрот-Ицхак во время британского мандата, Гутман вырос в Реховоте и учился в Технионе и Беркли, прежде чем вернуться в Технион в качестве профессора.
В 1992 году он был избран в кнессет по списку «Моледет». Однако он вышел из этой партии 24 июля 1995 года, чтобы создать движение «Ямин Исраэль». Он потерял свое место в кнессете, когда партия не смогла преодолеть избирательный барьер на выборах 1996 года.